# Hipótesis del aborto–cáncer de mama
La hipótesis del aborto-cáncer de mama establece que haber tenido un aborto inducido puede incrementar el riesgo de desarrollar cáncer de mama. Esta hipótesis no cuenta con respaldo científico, pues tanto el consenso científico dominante como la mayoría de las organizaciones médicas profesionales la rechazan. En etapas tempranas del embarazo los niveles hormonales incrementan, por lo tanto, hay un crecimiento de las mamas. Esta hipótesis propone que si este proceso es interrumpido por medio del aborto, entonces quedarán restos de células inmaduras en la madre y estas células pueden incrementar el riesgo de cáncer de mama a largo del tiempo.
La comunidad científica ha cuestionado duramente la hipótesis del aborto-cáncer de mama y ha concluido que el aborto no causa cáncer de mama, por lo que el cáncer de mama no debería ser una preocupación para las mujeres que han sufrido un aborto espontáneo o están considerando tener un aborto. Este consenso es apoyado por organizaciones médicas mayores incluyendo a la Organización Mundial de la Salud, el Instituto Nacional del Cáncer de los Estados Unidos, la American Cancer Society, el Congreso Americano de Obstetras y Ginecólogos, el Colegio Real de Obstetras y Ginecólogos, el Centro Alemán de Investigación de Cáncer y la Asociación Canadiense del Cáncer
Algunos activistas antiaborto aún continúan relacionando el desarrollo de cáncer de mama con el aborto, a pesar de que esta teoría ha sido desacreditada. En los Estados Unidos estos esfuerzos han llegado a ser legislaciones estatales en las cuales la ley requiere que las instituciones de salud presenten al aborto como causa de cáncer de mama al momento de aconsejar a las mujeres que buscan tener un aborto.  Esta intervención política culminó cuando el gobierno de George W. Bush alteró el sitio web del Instituto Nacional de Cáncer para indicar que el aborto podría causar cáncer de mama. En respuesta a las preocupaciones del público ante esta intervención, en el año 2003 el NCI juntó a más de 100 expertos en el tema para trabajar en una clínica concluyeron que a pesar de que algunos estudios reportan correlación estadística entre el cáncer de mama y el aborto, la evidencia científica más redundante  obtenida a partir de estudios de cohorte prospectivos demuestran que el aborto no está relacionado con un incremento en el riesgo de desarrollar cáncer de mama y que los resultados que demostraban correlación fueron posiblemente consecuencia del sesgo de respuesta.
La continua promoción de la existencia de un vínculo entre el aborto y el cáncer de mama es visto por muchos como parte de la estrategia del activismo antiaborto, el cual pretende poner a la mujer en el centro del tema. Los grupos antiaborto insisten en que cuentan con información necesaria para legislar el requerimiento del consentimiento informado, lo cual es un tema de interés para algunos políticos conservadores. Por esto el tema del aborto y cáncer de mama sigue siendo sujeto de controversia política.

## Posiciones de organizaciones médicas
Las organizaciones médicas mayores han analizado los datos relacionados al aborto y cáncer de mama y han concluido de manera uniforme que el aborto no causa cáncer de mama. Entre estas organizaciones se encuentran la Organización Mundial de la Salud, el Instituto Nacional del Cáncer de los Estados Unidos, la American Cancer Society, el Congreso Americano de Obstetras y Ginecólogos, el Colegio Real de Obstetras y Ginecólogos, el Centro Alemán de Investigación de Cáncer y la Asociación Canadiense del Cáncer.
- La Organización Mundial de la Salud concluyó en 2012 que la información epidemiológica no demostró un incremento en el riesgo de desarrollar cáncer de mama en mujeres que tuvieron un aborto espontáneo o inducido,[4] complementando sus descubrimientos anteriores que establecían que el aborto inducido no incrementa el riesgo de cáncer de mama.[3]
- La American Cancer Society concluyó lo siguiente: "En este momento, la evidencia científica no apoya la noción de que cualquier tipo de aborto  incrementa el riesgo de desarrollar cáncer de mama o cualquier otro tipo de cáncer."[27]
- El Instituto Nacional del Cáncer de Estados Unidos, el cual forma parte de los Institutos Nacionales de Salud de Estados Unidos,[28] encontraron que "el aborto inducido no está asociado con el incremento de riesgo de cáncer de mama", dándole a esta conclusión la clasificación de evidencia más fuerte posible.[20]
- El Congreso Americano de Obstetras y Ginecólogos encontró que "los estudios primerizos de la relación entre previo aborto inducido y cáncer de mama fueron realizados de manera metódicamente errónea . Estudios más recientes y rigurosos no muestran ninguna relación causal entre el aborto inducido y un subsecuente incremento en el riesgo de cáncer de mama."[8]
- El Colegio Real de Obstetras y Ginecólogos revisó la literatura médica y concluyó que "no hay vínculo establecido entre el aborto (inducido o espontáneo) y  el desarrollo de cáncer de mama."[29] El Colegio recomienda en sus lineamientos para práctica clínica que "Las mujeres deben saber que el aborto inducido no está asociado al incremento de riesgo de cáncer de mama."[30]
- El  Centro Alemán de Investigación de Cáncer concluyó en 2013 que el aborto inducido y espontáneo no proponen riesgo de desarrollar cáncer de mama.[10]
- La Asociación Canadiense del Cáncer estableció en 2013 que: "El cuerpo de evidencia científica no apoya la existencia de una relación entre el aborto y el incremento de riesgo de cáncer de mama."[11]

## Proponentes
Joel Brind, un miembro de la Facultad de Ciencias Naturales de la universidad de Baruch, es el principal defensor de un vínculo aborto-cáncer de mama ("ACM"). Brind tiene una fuerte postura antiaborto y en los años 1990 comenzó a proponer a los políticos la idea de que el aborto era causa de cáncer de mama a políticos. Brind encontró que estos esfuerzos no fueron tomados con seriedad porque no había publicado sus descubrimientos en la literatura médica. Sucesivamente colaboró con dos médicos antiaborto y un estadista para publicar un artículo en 1996 en la Revista de Epidemiología y Salud Pública, en el cual se argumenta que el aborto inducido era un factor de riesgo para el cáncer de mama. El estadista que colaboró con Brind posteriormente dijo sobre sus resultados: "Tengo algunas dudas. No creo que este asunto esté resuelto. Cuando estábamos discutiendo las conclusiones, él [Brind] quería hacer las declaraciones más fuertes. Intenté mitigarlos un poco pero la opinión del Dr. Brind es muy firme."
El artículo de Brind fue criticado en la Revista Nacional del Cáncer, pues ignoró el rol que juega el sesgo de respuesta y mezclar la relación con la causalidad . La atención que recibió el estudio causó que recibiera una editorial de advertencia por un editor de la Revista. Con la aparición de estudios mayores que contradecían los resultados de Brind, no se logró convencer a la comunidad científica de que el aborto causaba cáncer de mama. En 2003 Brind fue invitado a la clínica de aborto y cáncer de mama del NCI, donde era el único que formalmente rechazó las conclusiones de la clínica que indicaban la ausencia de una conexión entre los dos. Brind culpa a conspiraciones por la falta de apoyo de sus descubrimientos, acusando al NCI y a otras organizaciones médicas mayores de ocultar información para "proteger a la industria del aborto".

## Mecanismo propuesto

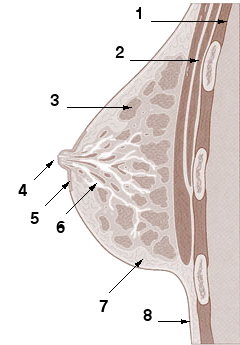
El número 3 representa a los lóbulos y el número 6 los ductos.

En etapas tempranas del embarazo los niveles de estrógeno, progesterona, y estradiol aumentan, causando el crecimiento de los pechos de la mujer con la intención de preparar a la mujer para la lactancia. Los proponentes de la teoría ACM creen que si este proceso es interrumpido por un aborto inducido o espontáneo, antes de que la mama esté completamente madura en el tercer semestre, muchas células inmaduras pueden quedar en la mujer, en comparación con antes del embarazo. Estas células inmaduras pueden ser expuestas a agentes cancerígenos y hormonas a través del tiempo, resultando en un potencial de riesgo mayor de cáncer de mama. Este mecanismo fue propuesto y estudiado en ratas en la década de 1980.
El tejido mamario contiene varios segmentos que contienen lóbulos, que son grupos de células mamarias. Existen cuatro tipos de lóbulos:
- Tipo 1; cuenta con 11 dúctulos (Ductos mamarios inmaduros)
- Tipo 2; cuenta con 47 dúctulos
- Tipo 3; cuenta con 80 ductos (maduros, con menos receptores hormonales)
- Tipo 4; completamente maduros (resistentes al cáncer) y contienen leche materna.

En etapas tempranas del embarazo los lóbulos tipo 1 se convierten rápidamente en lóbulos tipo 2 debido a cambios en los niveles de estrógeno y progesterona. La maduración a tipo 3 y posteriormente completando su diferenciación como lóbulo tipo 4 requiere un incremento en el lactógeno placentario humano (hPL), lo cual ocurre hasta los últimos meses del embarazo. De acuerdo con la hipótesis ACM, si un aborto interrumpiera este proceso entonces puede dejar una cantidad de lóbulos tipo 2 mayor a la que existía antes del embarazo. Russo y Russo han demostrado que las células mamarias maduras toman más tiempo para reparación del DNA, teniendo ciclos celulares más largos, siendo esto responsable de un riesgo ligeramente reducido de cáncer de mama en mujeres embarazadas, en comparación con el riesgo preliminar para mujeres que nunca han concebido o que concibieron y concluyeron su embarazo.
Tempo después, Russo et al. encontraron que la gonadotropina coriónica humana (hCG)  placentaria induce la síntesis de la inhibina en el epitelio mamario. Bernstein et al. también observaron la reducción del riesgo a desarrollar cáncer de mama cuando las mujeres eran inyectadas con hCG como tratamiento para pérdida de peso o infertilidad. En oposición con la hipótesis ACM, Michaels et al. creen que puesto que la hCG juega un rol importante en la diferenciación celular y puede activar la apoptosis, cuando los niveles de hCG incrementan en los primeros meses de embarazo, "un embarazo incompleto de corta duración puede dar los beneficios de un embarazo completado y por lo tanto reducir el riesgo de cáncer de mama".

## Historia
El primer estudio que involucró estadísticas con relación al aborto y cáncer de mama fue llevado a cabo en 1957, el cual examinaba tipos comunes de cáncer en Japón. Los investigadores tuvieron la cautela de no llegar a conclusiones, pues su metodología no era confiable. Durante los años 1960 diversos estudios realizados por Brian MacMahon et al. en Europa y Asia trataron la relación entre aborto y cáncer de mama. Su publicación de 1973 en la Revista del Instituto Nacional del Cáncer concluyeron erróneamente que "se observó una relación, teniendo el aborto vínculos con el incremento y no la reducción del riesgo." Investigaciones relevantes a la discusión actual sobre la hipótesis ACM se enfoca más en más estudios de cohorte recientes, algunos metaanálisis, muchos estudios de caso controlado y experimentos antiguos realizados en ratas.

### Modelos en ratas
Russo y Russo del Centro de Cáncer Fox Chase en Filadelfia dirigieron un estudio en 1980 que examinaba la correlación propuesta entre el aborto y cáncer de mama.  Al analizar los efectos del cancerígeno 7, 12-Dimetilbez(a)atraceno (DMBA) en el índice de etiqueta del DNA, en brotes terminales, ductos terminales y brotes alveolares de ratas Sprague-Dawley en diferentes etapas del desarrollo reproductivo, encontraton que las ratas que tuvieron embarazos interrumpidos no tenían ningún incremento notable en el riesgo de desarrollar cáncer. No obstante sí encontraron que el embarazo y la lactancia le dan a la madre medidas de protección contra diversas formas de lesiones benignas como nódulos hiperplásticos alveolares y quistes. Mientras que los resultados indicaron que las ratas que habían interrumpido su embarazo pueden ser sujetos a "tasas de incidencia  de lesiones benignas similares o mayores" que las ratas vírgenes, no había evidencia que sugiriera que un aborto resultaría en una incidencia mayor de carcinogénesis.  Un estudio más profundo del fenómeno fue llevado a cabo en 1982, confirmando los resultados. Un estudio posterior realizado en 1987 explicó más a detalle los resultados anteriormente obtenidos. Después de la diferenciación de la glándula mamaria que resulta de un embarazo completo en la rata, la tasa de división celular se redujo y el ciclo celular se alargó, permitiendo más tiempo para la reparación del DNA.
A pesar del hecho de que los estudios de los Russo encontraron riesgos similares entre ratas vírgenes y ratas que habían tenido un aborto, sus investigaciones fueron utilizados para apoyar la idea de que el aborto produce un riesgo mayor a desarrollar cáncer de mama durante los siguientes veinte años. No obstante, debido a que las ratas no presentan naturalmente el desarrollo de cáncer de mama, la extrapolación de estos resultados al aborto humano y el cáncer de mama genera dudas.

## Evidencia epidemiológica
Los resultados de estudios de cohorte prospectivos que se enfocan en la relación entre el aborto y el cáncer de mama han sido repetidamente negativos. Estos estudios son considerados como más confiables que los estudies retrospectivos de caso controlado. La relación observada en estudios de caso controlado entre el aborto y el cáncer de mama es citada como resultado del sesgo de respuesta.
En 1996, Brind et al. publicaron un metaanálisis de 23 estudios que reportaron la existencia de una correlación entre el aborto inducido y el incremento del riesgo de desarrollar cáncer de mama. Los autores estimaron el riesgo relativo de cáncer de mama entre mujeres que habían tenido un aborto inducido, el cual fue de 1.3, comparado a mujeres que no habían tenido un aborto. Fue criticado por otros investigadores por diversas razones, incluyendo acusaciones de que se negó considerar el sesgo de publicación (estudios que tienen mayor posibilidad de ser publicados debido a sus resultados). El metaanálisis también fue criticado porque los estudios que este incluía fueron en su gran mayoría estudios de control de caso, los cuales son susceptibles al sego de respuesta y presentan dificultad para seleccionar un grupo de control apropiado.
En 1997, Wingo et al. revisaron 32 estudios sobre la relación entre el aborto y cáncer de mama y concluyeron que los resultados de los estudios en este tema eran demasiado inconsistentes para poder establecer conclusiones definitivas tanto en aborto espontáneo como inducido.
Un análisis de datos realizado en 2004 a partir de 53 estudios que involucraron 83,000 mujeres con cáncer de mama no reportó riesgo incrementado en mujeres que había tenido un aborto inducido o espontáneo. El riesgo relativo de cáncer de mama para mujeres que habían tenido un aborto espontáneo fue de 0.98 en este análisis, mientras que para mujeres que tuvieron un aborto inducido fue de 0.93.
Una revisión sistemática y un metaanálisis realizado en 2015 sobre estudios prospectivos no encontraron evidencia suficiente de para apoyar una relación entre el aborto inducido y el incremento de riesgo de cáncer de mama.

## En la política
A finales de la década de 1980, políticos estadounidenses reconocieron que un enfoque en reducir el acceso a servicios de aborto no era una estrategia política que pudiera ganar. Algunos activistas antiaborto se volvieron agresivos y violentos al perder apoyo político, culminando en el asesinato del doctor David Gunn en 1993 y la aprobación del Acta de Libre Acceso a Clínicas en 1994. Siendo desacreditada la hipótesis ACM, las organizaciones antiaborto, incluyendo al Comité Nacional del Derecho a la Vida, encabezaron un movimiento que se enfocaba en tácticas legales que incluían la promoción en contra del aborto tardío y el acceso a la mifepristona, así como la demanda de una legislación basada en la hipótesis del ACM. Recientemente, las organizaciones antiaborto han recurrido a la persuasión de figuras políticas para incrementar los obstáculos para llevar realizar un aborto, como psicoterapia obligatoria, mayores tiempos de espera, y notificación de los padres de la mujer. Algunas personas creen que los defensores en contra del aborto utilizan a la teoría ACM como una táctica más en su campaña. Ha habido retos legales continuos e incrementados en Estados Unidos, impuestos por grupos antiaborto. En 2005, una organización antiaborto canadiense colocó anuncios espectaculares en Alberta con listones rosas y el texto: "Alto a la Ocultación," en referencia a la hipótesis ACM. La Fundación Canadiense del Cáncer de Mama expresó preocupación por la mala representación del conocimiento científico sobre el tema, por parte del Estado.
El continuo enfoque en la teoría ACM por parte de grupos antiaborto ha generado un ambiente de enfrentamiento político. Tanto defensores antiaborto como científicos han respondido con críticas. Las acusaciones hechas por grupos antiaborto son seguido referidas como pseudociencia.
A finales de los años 1990 varios miembros del Congreso de los Estados Unidos se involucraron en el tema del ACM. En una audiencia en 1998 sobre el tema de investigación del cáncer, el congresista Tom Coburn acusó al Instituto Nacional del Cáncer de engañar al público con la publicación selectiva de datos. En 1999, poco después de que el congreso debatiera la aprobación del fármaco mifepristona, utilizado en el aborto, por parte de la Administración de Alimentos y Medicamentos (FDA), el congresista Dave Weldon escribió una carta que trataba sobre un artículo escrito por John Kindley. En ella, Weldon expresó preocupación ya que la mayoría de los estudios indicaban la posible relación ACM y que la politización estaba "previniendo que se de información vital a las mujeres."
Materiales de apoyo para el aborto del 2006 de los estados de Alaska, Misisipi, Texas, Virginia del Este, y Kansas establecían que los datos de relación entre aborto y cáncer de mama no arrojaban conclusiones, mientras que en Minnesota el material no reportaba relación. Una legislación similar fue puesta en pie en 14 estados, y establecía el requerimiento legal de la notificación de esto. Un editor editor de la Revista Americana de Salid Pública expresó preocupación por estas legislaciones, pues proponían advertencias que no estaban de acuerdo con los resultados de investigaciones científicas.
El especialista en bioética Jacob M. Appel argumenta que la notificación obligatoria era inconstitucional en términos de "base racional". El dar a luz es significativamente más peligroso que el aborto. Estos datos por ley no requieren ser notificados pero son necesarios para comprender los riesgos del procedimiento. De acuerdo con Appel, "si los cincuenta millones de abortos que han ocurrido en Estados Unidos desde el caso Roe v. Wade hubieran dado a luz, aproximadamente 500 mujeres más habrían muerto en el parto."
En mayo del 2017, el presidente Donald Trump nombró a Charmaine Yoest, una activista antiaborto y proponente del vínculo ACM, en el puesto de secretario asistente de asuntos públicos en el Departamento de Salud y Asuntos Humanos.

### Instituto Nacional del Cáncer
El Instituto Nacional del Cáncer (NCI) ha sido blanco del movimiento antiaborto por la información presentada en su sitio web. Un reporte del Comité de Supervisión y Reforma Gubernamental encontró que en noviembre de 2002 el gobierno de George Bush alteró el sitio web del NCI. El análisis previo por parte del NCI había concluido que mientras que la pregunta de si existía la relación entre el aborto y el cáncer de mama estaba presente desde antes de los años 1990, numerosos estudios elogiados la han resuelto con respuestas negativas. La administración de Bush  removió este análisis y lo remplazó con lo siguiente:

La posible relación entre el aborto y el cáncer de mama ha sido estudiada en más de treinta estudios publicados desde 1957. Algunos estudios han reportado evidencia estadística de un incremento en el riesgo de cáncer de mama en mujeres que han tenido abortos, mientras otros han meramente sugerido un riesgo incrementado. Otros estudios no han encontrado incremento del riesgo entre mujeres que han tenido un embarazo interrumpido.

Esta alteración, la cual sugiere que hay incertidumbre científica en el tema del ACM, incitó una editorial en el New York Times, describiéndolo como una "enorme distorsión" que incluyó una carta a la Secretaría de Salud y Servicio Humanos de parte de miembros del Congreso. En respuesta a la alteración del NCI se implementó una clínica de consenso titulada Eventos Reproductivos Tempranos y el Cáncer de Mama del 24 al 26 de febrero de 2003. La clínica concluyó en que el aborto inducido no incrementa el riesgo que tiene una mujer a padecer cáncer de mama, y que la evidencia para esto estaba bien establecida. Posteriormente, el director de investigación epidemiológica de la American Cancer Society dijo que "este asunto ha sido resulto científicamente… esto es esencialmente un debate político."
Brind fue el único asistente a la clínica que presentó una opinión disidente como reporte menor, en el cual criticaba las conclusiones. Él reta a la evidencia de la clínica alegando que estaba demasiado controlada por los organizadores y que el tiempo asignado fue muy poco para poder revisar a profundidad la literatura.

### Demanda en Dakota del Norte
En enero del 2000, Amy Jo Kjolsrud (nacida Mattson), una consejera antiaborto, demandó a la Clínica para Mujeres Red River en Fargo, Dakota del Norte, acusando de publicidad engañosa. La demanda, Kjolsrud v. MKB Management Corporation, alegó que la clínica fue engañosa hacia las mujeres al distribuir folletos citando al NCI sobre la hipótesis ACM. El folleto decía lo siguiente:

Los activistas antiaborto dicen que tener un aborto incrementa el riesgo de desarrollar cáncer de mama y pone en peligro a hijos futuros. Ninguna de estas alegaciones está aportada por investigaciones médicas u organizaciones médicas establecidas.

El caso estaba programado originalmente para el 11 de septiembre de 2001, pero fue retrasado debido a los ataques terroristas. El 25 de marzo de 2002 el juicio comenzó y después de cuatro días de testimonio el Juez Michael McGuire tomó una decisión a favor de la clínica.
Linda Rosenthal, una abogada del Centro de Derechos Reproductivos caracterizó la decisión tal que: "El juez rechazó la táctica de intimidación del  aborto-cáncer de mama. Esta decisión debería terminar las tácticas de intimidación anti-elección no éticas que utilizan pseudociencia para acosar a las clínicas de aborto y asustar a las mujeres." John Kindley, uno de los abogados que representaron a Kjolsrud dijo: "Creo que la mayoría de los ciudadanos, sean pro-elección o anti-aborto, creen en el derecho de un individuo a la autodeterminación. Ellos creen que la gente no debe ser engañada y debería ser informada acerca de los riesgos [del procedimiento], aún si existe controversia sobre esos riesgos." Kindley también escribió en 1998 un artículo en el Wisconsin Law Review que esquemaba la posibilidad de demandas contra  malas prácticas médicas basadas en la mala información de los pacientes  que estén considerando el aborto acerca de la hipótesis ACM.
La decisión fue apelada el 23 de septiembre de 2003, la Suprema Corte de Dakota del Norte declaró que Kjolsrud no tenía una posición válida y afirmó una decisión que la corte inferior descartaría la demanda. La apelación estableció que Kjolsrud "admite que no había leído los folletos antes de meter su denuncia." También estableció que después de que la demanda fue realizada, la clínica del aborto actualizó su folleto a lo siguiente:

Los activistas antiaborto dicen que tener un aborto incrementa el riesgo de desarrollar cáncer de mama. Una gran cantidad de investigaciones médicas indican que no hay conexión entre el aborto y el cáncer de mama. De hecho el NIC ha dicho que 'no existe evidencia de una relación directa entre el cáncer de mama y el aborto espontáneo o inducido.'